# Mount Maria
Mount Maria är ett berg i territoriet Falklandsöarna (Storbritannien). Det ligger i den centrala delen av landet. Toppen på Mount Maria är 658 meter över havet. Mount Maria ingår i Hornby Mountains.
Terrängen runt Mount Maria är huvudsakligen kuperad, men åt sydost är den platt. En vik av havet är nära Mount Maria åt sydost. Mount Maria är den högsta punkten i trakten. Trakten runt Mount Maria består i huvudsak av gräsmarker.